# ديز أباد (زلاغي الشرقي)
دیز أباد (بالفارسية: دیزآباد) هي قرية تقع في إيران في قسم زلاغي الشرقي الریفي.